# جورج بورنس
جورج بورنس (بالإنجليزية: George Burns) هو لاعب كرة قاعدة وسياسي أمريكي، ولد في 31 يناير 1893 في نايلز في الولايات المتحدة، وتوفي في 7 يناير 1978 في كيركلاند في الولايات المتحدة.

## روابط خارجية
- جورج بورنس على موقعبيزبول رفرنس.كوم (الدوري الرئيسي) (الإنجليزية)
- جورج بورنس على موقعبيزبول رفرنس.كوم (الدوري الثانوي) (الإنجليزية)
- جورج بورنس على موقع مشجعي الرسوم البيانية (الإنجليزية)